# Aplomerus arugosus
Aplomerus arugosus là một loài tò vò trong họ Ichneumonidae.